# Bartolo di Fredi

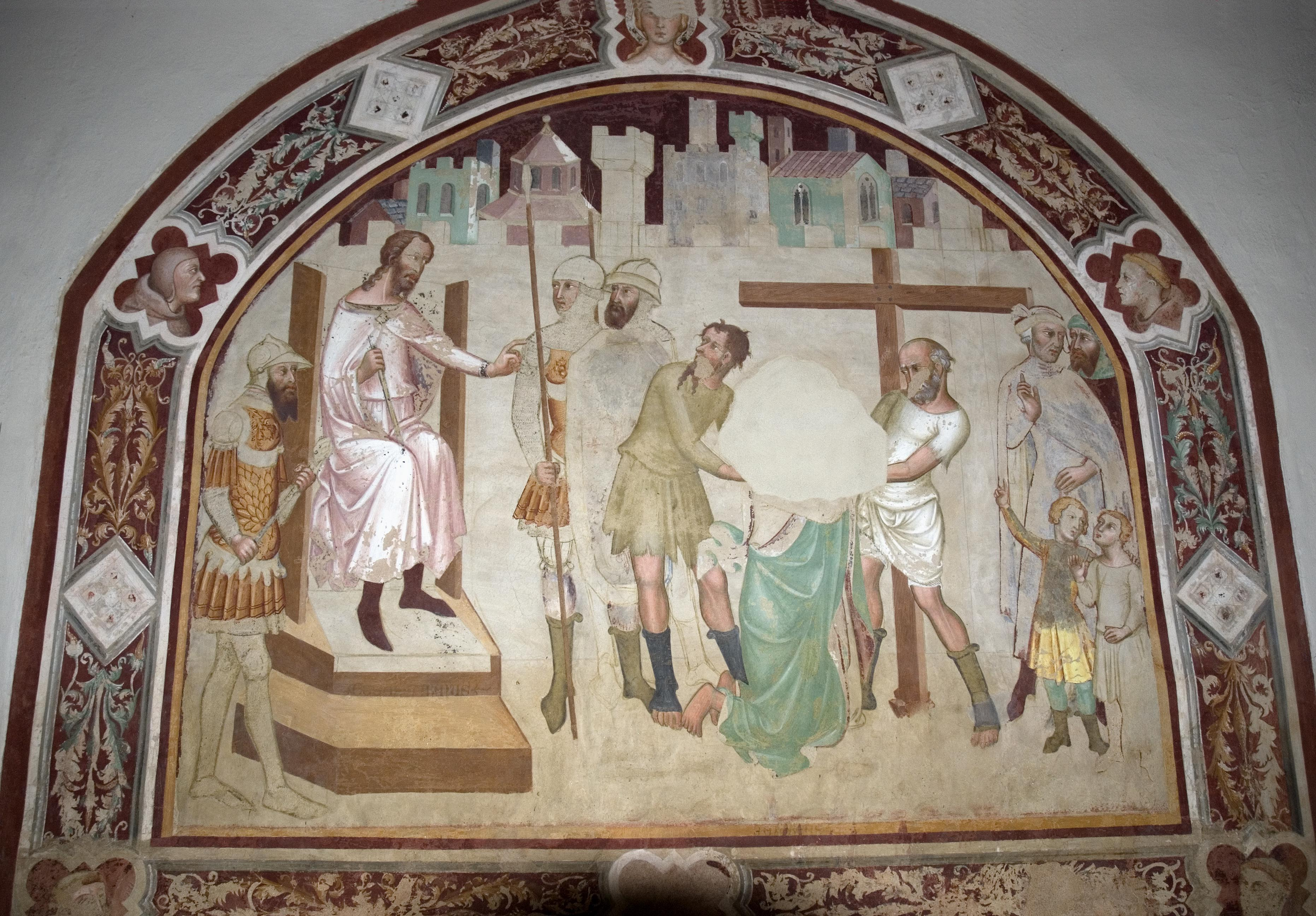
Sant'Andrea condotto al martirio, Poggibonsi, Convento di San Lucchese

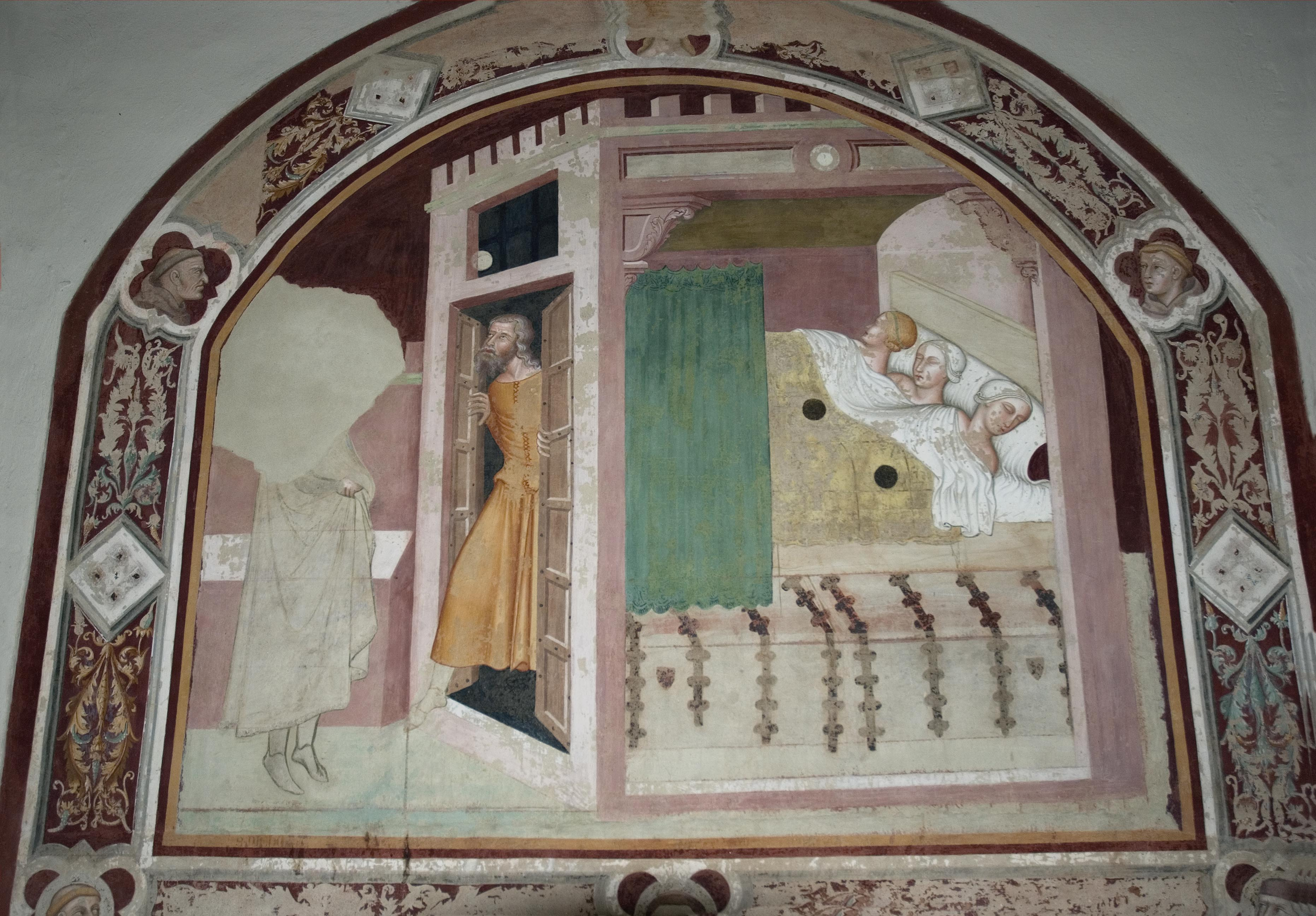
San Nicola di Bari con le tre fanciulle, Poggibonsi, Convento di San Lucchese

Bartolo di Fredi, detto anche Bartolo Battiloro (Siena, 1330 circa – Siena, 26 gennaio 1410), è stato un pittore italiano della scuola senese.

## Notizie biografiche ed elenco delle opere
Imitando lo stile di Simone Martini e di Pietro e Ambrogio Lorenzetti, si pone all'attenzione come uno dei rappresentanti più tipici della scuola senese, con forte caratterizzazione per uno stile che possiamo dire assai "decorativo". Fu comunque uno dei pittori più importanti della seconda metà del Trecento, sia a Siena, che nelle città limitrofe che ancora oggi conservano numerose sue opere.
Anche suo figlio Andrea (1358/64 - 1428) e suo nipote Giorgio di Andrea (doc. 1409 - 1414/17) intrapresero l'attività di pittore; un altro suo nipote, Sano di Andrea (1421/91), è documentato principalmente come battiloro.
Con il pittore Andrea Vanni aprì nel 1353 una bottega a Siena: questo è l'anno in cui il nostro pittore viene citato per la prima volta .
Nonostante l'attività di pittore, fu impegnato anche a ricoprire in più occasioni importanti cariche pubbliche.
La sua opera firmata più antica che ci sia pervenuta è la Madonna della Misericordia che oggi si conserva nel Museo Diocesano di Pienza, assai influenzata dalle tavole con il medesimo soggetto di Simone Martini e Lippo Memmi.
Variamente datati al terzo quarto del Trecento sono due affreschi nel Convento di San Lucchese a Poggibonsi, con Sant'Andrea condotto al Martirio e San Nicola di Bari e le tre fanciulle.

## Le opere per Siena e San Gimignano

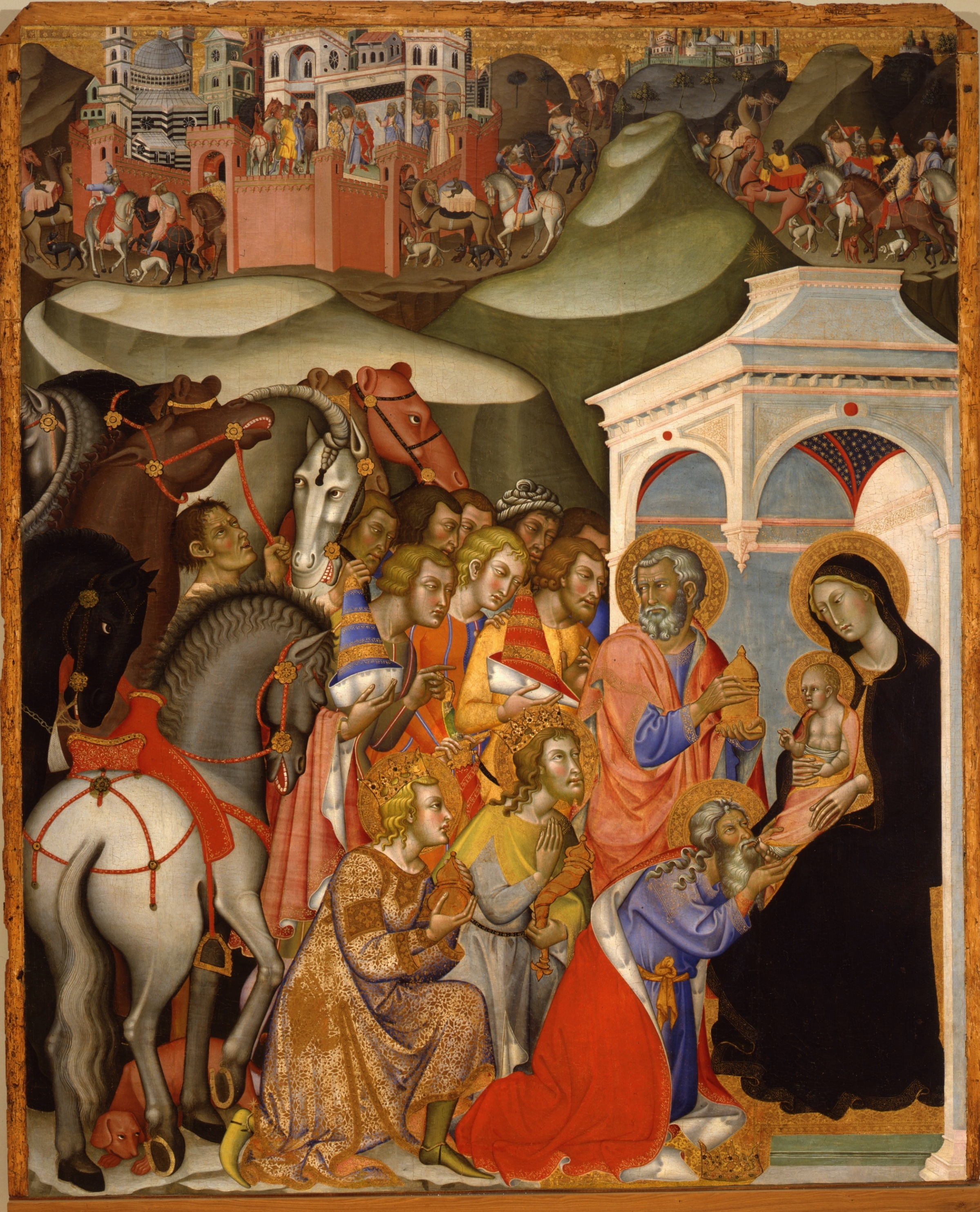
Adorazione dei Magi, Siena, Pinacoteca Nazionale, 1375 - 1385 ca.

Nel 1367 firma le Storie del Vecchio Testamento nella Collegiata di San Gimignano, iniziati già nel 1356. Nel Museo di Arte Sacra si conserva una bella tavola denominata la Madonna della rosa.
A Siena realizzò intorno al 1361 alcune opere, oggi perdute, nel Palazzo Comunale. Ottenne numerose commissioni dal Duomo e da altre importanti chiese cittadine: tra il 1374 e il 1409 Bartolo realizzò tavole e affreschi per numerose cappelle del Duomo, perdute o non identificate. Per Moran (1976) e Freuler (1994) la tavola con l'Adorazione dei Magi, oggi alla Pinacoteca Nazionale potrebbe venire proprio dalla Cattedrale della città, anche se i frammenti della sua predella, il più grande dei quali è Cristo in croce venerato da sante e santi al Lindenau Museum di Altenburg, presentano numerose figure appartenenti all'ordine domenicano tanto da far pensare ad una commissione di quell'Ordine.
Di nuovo a San Gimignano nella cappella alla destra dell'altare maggiore in Sant'Agostino si trovano affreschi con scene della Vita della Vergine (1374 - 1375), copiate dalle perdute scene che erano state affrescate da Simone Martini, Ambrogio e Pietro Lorenzetti (1335) sulla facciata dell'Ospedale del Santa Maria della Scala di Siena. Per la stessa chiesa dipinse un polittico di cui una tavola con la Presentazione al tempio oggi si trova al Louvre (1388): in questo caso il modello è palesemente la tavola di Ambrogio Lorenzetti che si conserva agli Uffizi.

## A Volterra
Dal 1377 al 1380 fu impegnato nella decorazione della cappella maggiore del Duomo di Volterra. Resta anche una deliziosa tavola con Madonna con Bambino, chiamata anche Madonna delle Grazie o della Pietrina dal Santuario dalla quale proviene, nel comune di Montaione, ed oggi nei depositi del Museo Diocesano di Arte Sacra di Volterra, presso il Palazzo Vescovile.

## A Montalcino

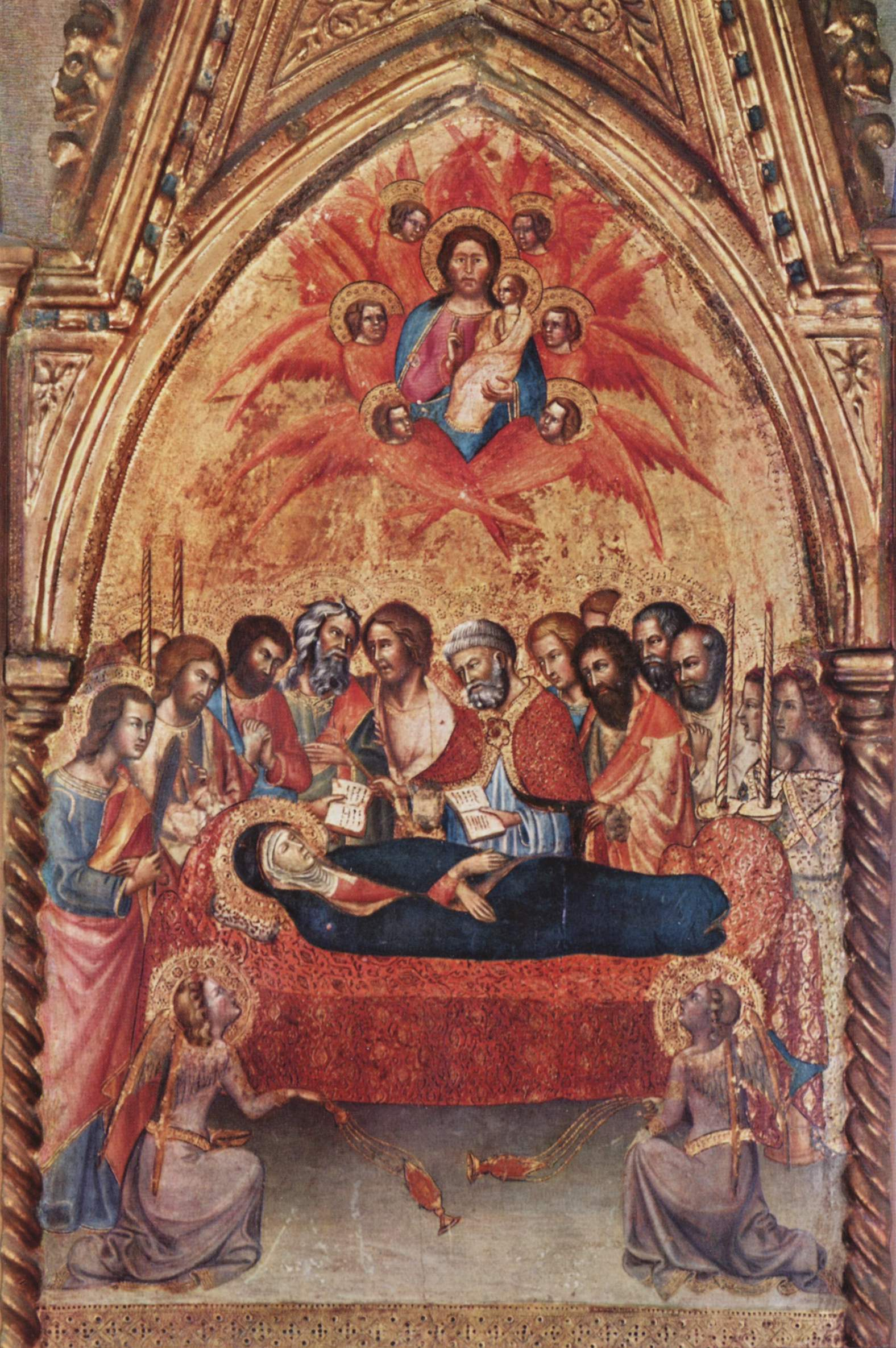
Dettaglio del trittico Incoronazione della Madonna, tempera su tavola, Montalcino, Museo Civico e Diocesano d'Arte Sacra, 1388

Negli anni ottanta del Trecento Bartolo fu impegnato in numerose commissioni per le chiese dei vari ordini mendicanti di Montalcino. Dalla Chiesa di san Francesco provengono:
- frammenti di un polittico con una Deposizione dalla croce, San Giovannino condotto dall'Arcangelo Uriel nel deserto, il Battesimo di Cristo, la Lievitazione del Beato Filippino Ciardelli, Il Beato Filippino Ciardelli risana i malati e un frammento di predella riadattato nel Seicento a spertello di tabernacolo con un Cristo nel sepolcro, tutti datati al 1383, oggi al Museo Civico e Diocesano d'Arte Sacra della città
- il grande Polittico dell'incoronazione della Madonna, firmato e datato 1388, in passato smembrato ed oggi ricomposto nella quasi totalità nel museo
- un trittico (ma in origine di un polittico si trattava) con Madonna in trono con Bambino tra i santi Giovanni Battista e Giovanni Evangelista, proveniente dalla cappella di San Pietro ed oggi nel Museo Comunale di Lucignano, databile negli anni ottanta del Trecento.

Del polittico dipinto per la chiesa dei Santi Filippo e Giacomo degli agostiniani (detta Sant'Agostino) non resta che una Madonna col Bambino, anch'esso al museo cittadino di Montalcino. Gran parte degli affreschi rimanenti nella suddetta chiesa di Sant'Agostino, particolarmente le storie del santo nella parete absidale, sono attribuiti a Bartolo di Fredi.

## Altre opere

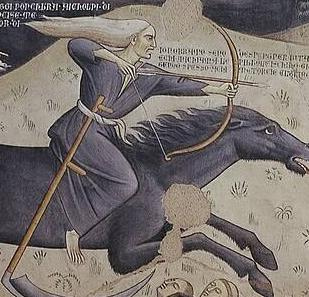
Particolare del Trionfo della Morte, attribuito a Bartolo di Fredi, Lucignano, chiesa di San Francesco

Altre opere di Bartolo di Fredi si trovano: al Museo Diocesano di Siena (Madonna detta di Vignano, anni '80 del XIV secolo); a Monticiano nella sala capitolare della chiesa di Sant'Agostino (affresco con Madonna in trono e sant'Agostino e il beato Antonio Patrizi da Monticiano, 1380 - 1388); a Lucignano, nella chiesa di San Francesco (Trionfo della Morte, 1360 ca., affresco a lui attribuito); alla Pinacotea Vaticana (Natività e adorazione dei pastori, 1383 ca.); al Museum of Fine Arts di Budapest (Annunciazione, 1383 ca.); al Los Angeles County Museum of Art (Annunciazione, 1388); al Metropolitan Museum of Art di New York (Adorazione dei Magi, 1390 ca.) e nel Museo di belle arti di Chambéry (polittico d'altare La Santa Trinità del 1396).
Per la basilica di San Domenico a Siena Bartolo realizzò l'Altare di San Pietro Martire e la Pala Malavolti, un tempo datata 1397:
quest'ultima è l'opera più tarda giuntaci, attribuibile con sicurezza al nostro pittore.
Nel 1410 Bartolo fu sepolto nel chiostro del convento di San Domenico a Siena.